# تاكانوري فوكوشيما
تاكانوري فوكوشيما (باليابانية: 福島 孝徳) (15 أكتوبر 1942 - 19 مارس 2024) هو جراح أعصاب ياباني، يُعد مرجعًا عالميًا بارزًا في مجال علاج أورام الدماغ.
تخرج من جامعة طوكيو، وكان قبل وفاته يجرى عملياتٍ جراحيَّة في مستشفى ويك ميد رالي (WakeMed Raleigh) ومستشفى جامعة ديوك [الإنجليزية] في كارولاينا الشمالية بالولايات المتحدة. توفيَّ في 19 مارس 2024 عن عمرٍ ناهز 81 عامًا.